# Casamémoire
Casamémoire est une association marocaine à but non lucratif dont l'objectif est la promotion et la sauvegarde du patrimoine architectural du XXe siècle de la ville de Casablanca.
Créée à la suite de la démolition  de la villa Mokri de l’architecte  Marius Boyer en 1995, et à l'initiative de Jacqueline Alluchon, architecte née à Casablanca, dans l'indifférence générale des acteurs de la ville, ses objectifs sont de sensibiliser l'opinion publique, les acteurs sociaux et politiques, ainsi que de valoriser le patrimoine architectural au travers notamment de restaurations et de réhabilitations de bâtiments.
Depuis 2009, elle organise des journées du patrimoine, proposant durant trois jours par l'intermédiaire de guides médiateurs des visites organisées permettant au public de découvrir gratuitement les trésors architecturaux de la capitale économique du Maroc.
L’association a également pour but d’inscrire un jour Casablanca à la liste du patrimoine mondial de l’humanité de l’UNESCO.

## Liste des présidents successifs
- 1995-1998 : Amina Alaoui, architecte
- 1998-2003 : Rachid Andaloussi, architecte
- 2003-2006 : Mustapha Chakib, architecte
- 2006-2012 : Abderrahim Kassou, architecte
- 2012-2019 : Rachid Andaloussi, architecte
- 2019-2023 : Rabéa Ridaoui, Juriste et Animatrice Culturelle